# Селадоніт

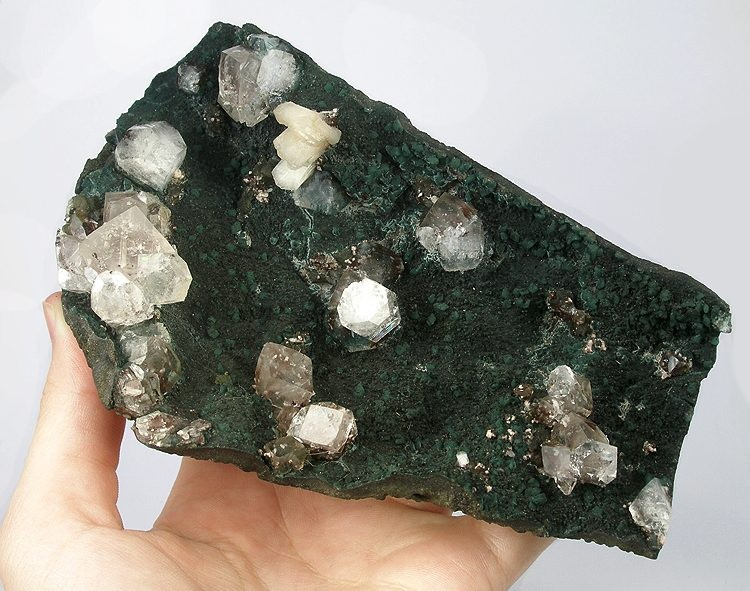
Селадоніт.

Селадоніт (англ. celadonite; нім. Celadonit m, Seladonit m) — мінерал, залізистий різновид глауконіту шаруватої будови. За франц. seladon — зелена фарба (E.F.Glocker, 1847). Синоніими: вероніт.

## Опис
Хімічна формула:
- 1. За Є. Лазаренком: K(Fe3+, Al)(Mg, Fe2+)[(OH)2|Si4O10]∙nH2O.
- 2. За «Fleischer's Glossary» (2004): K(Mg, Fe)(Fe, Al) Si4O10(OH)2.

Склад у % (з села Берестівець, що на Волині): K2O — 3,33; Fe2O3 — 20,07; Al2O3 — 6,77; MgO — 6,22; FeO — 3,83; SiO2 — 52,58; H2O — 6,75. Домішки: CaO (0,91); TiO2; Na2O.
Сингонія моноклінна. Призматичний вид. Утворює тонколускуваті, зернисті й радіальноволокнисті аґреґати, щільні, зливні або пухкі та порошкуваті маси, рідше листуваті утворення («зелена земля»). Спайність досконала. Густина 2,7-2,9. Тв. 1-2. Колір зелений. Блиск тьмяний. У гарячій кислоті HCl знебарвлюється і розкладається. Зустрічається як гідротермальний мінерал у мигдалинах пузирчастих базальтів, як псевдоморфоза по олівіну, авгіту та гіперстену. Утворюється при гідротермально-автометасоматичних процесах, які супроводжуються виносом калію. Тісно пов'язаний з олівіном та авгітом.

## Поширення
Знайдений у Цвіккау (Саксонія), ФРН; Кадань, Чехія; Вигоди-Фасса (Півд. Тіроль), Італія; на Волині, Україна. Рідкісний.

## Різновиди
Розрізняють:
- алюмоселадоніт — мінерал ряду мусковіту, ідентичний лейкофіліту — KMgAl[(OH)2|Si4O10].
- фероселадоніт — мінерал класу силікатів, група слюд.